# Калангала (город)
Калангала — город в Центральной области Уганды. Административный центр округа Калангала.

## География
Калангала находится на северном побережье осторова Бугала, крупнейшем из островов Сесе, на озере Виктория, примерно в 60 километрах на юго-запад от Энтеббе.

## Сведения
Калангала находится на северном пляже острова Бугала, который составляет основную (68,5 процента) часть территории Калангальского района.

## Население
По данным национальной переписи населения 2002 года, население города составляло 2950 человек. В 2010 году, по оценкам Бюро статистики Уганды (UBOS), население города составляло 4 900 человек. В 2011 году, по оценкам Бюро статистики Уганды, численность населения в середине года составляла 5 200 человек.